# Cathy Young
Cathy Young (ur. jako Jekatierina Jung, ros. Екатерина Юнг; ur. 10 lutego 1963 w Moskwie, ZSRR) – urodzona w Związku Radzieckim amerykańska dziennikarka rosyjsko-żydowskiego pochodzenia. Young jest znana przede wszystkim z tego, że pisze na tematy traktujące o gwałcie i feminizmie. Jest autorką dwóch książek, częstą współpracowniczką libertariańskiego miesięcznika „Reason” oraz regularną felietonistką „Newsday” i „RealClearPolitics”.

## Życie i kariera
Urodziła się w Moskwie w rodzinie żydowskiej. Jekatierina Jung miała 17 lat, gdy jej rodzina wyemigrowała do Stanów Zjednoczonych w 1980 roku. W 1987 r. została naturalizowaną obywatelką USA, przyjmując nazwisko Catherine Alicia Young, ukończyła studia na Uniwersytecie Rutgersa w 1988 r. Podczas studiów pisała kolumnę dla studenckiego dziennika The Daily Targum i pracowała jako pisarka studencka dla The Detroit News. Ukończyła również swoją autobiografię Growing Up In Moscow: Memories of a Soviet Girlhood, którą wydała w 1989 roku.
Kontynuując współpracę z The Detroit News, Young była regularną felietonistką tej gazety w latach 1993–2000 i pracowała jako niezależny dziennikarz dla różnych publikacji, takich jak The New York Times, The Washington Post, The Philadelphia Inquirer, Newsday, The New Republic, The Wall Street Journal, The American Spectator, National Review, Salon, The Weekly Standard i Reason.
W latach 2000–2007 Young pisała cotygodniową kolumnę w The Boston Globe. W 2008 roku zaczęła pisać dla RealClearPolitics.com. W 2012 roku została cotygodniową felietonistką w Newsday. W ciągu swojej kariery, Young była blisko związana z czasopismem Reason, będąc redaktorem naczelnym i miesięcznym felietonistą od 2001 do 2007 roku. Od 2014 roku regularnie współpracuje z magazynem Time.
Young porusza różne tematy z zakresu polityki i kultury, ze szczególnym uwzględnieniem kwestii płci i feminizmu, odzwierciedlając indywidualistyczną perspektywę feministyczną, podobnie jak Wendy McElroy, często zgadzając się z aktywistami na rzecz praw mężczyzn, jednocześnie krytykując ich za naśladowanie polityki tożsamościowej związanej z pewnymi formami feminizmu.

## Poglądy
W jej drugiej książce pt. „Ceasire! Why Women and Men Must Join Forces to Achieve True Equality”, opublikowanej w 1999 roku, Young skrytykowała zarówno feminizm, jak i tradycjonalizm z powodu, co określiła jako „prorównościowy punkt widzenia”, filozofię, którą – jak twierdzi – można nazwać „feminizmem lub czymś innym”. Young broniła kampanię prowadzoną za pośrednictwem mediów społecznościowych Women Against Feminism.
Opisując kontrowersje wokół Gamergate w odniesieniu do feminizmu, Young stwierdziła, że uważa, iż Gamergate to bunt przeciwko feminizmowi, ale to bunt przeciwko konkretnemu rodzajowi feminizmu, który ma tendencję do obsesyjnego szukania nieprawidłowości, widzenia ideologii we wszystkim i demonizowania męskiej seksualności pod pretekstem likwidacji „uprzedmiotowienia kobiet”.
W 2015 Young napisała artykuł w „The Daily Beast”, w którym przeprowadziła wywiad ze studentem, którego o gwałt oskarżyła działaczka przeciw gwałtom, Emma Sulkowicz. W odpowiedzi Sulkowicz opisała Young jako „antyfeministkę”, mówiąc, że Young opublikowała na Facebooku rozmowy między nią a jej rzekomym gwałcicielem, aby ją zawstydzić.
Heather Wilhelm napisała w RealClearPolitics, że artykuł Young o Sulkowicz „odkłada na bok szum i trzeźwo ocenia fakty”. Powołując się na artykuł Young, Katie Zavadski opisała ją w czasopiśmie New York jako „feministkę wychodzącą naprzeciw (ang. contrarian feminist)”.
Young popiera prawne uznawanie małżeństw osób tej samej płci.

## Recepcja
W swojej książce „The Blank Slate”, Steven Pinker określa Young jako „sprawiedliwą feministkę” (ang. equity feminist), a następnie opisuje ją jako „obrazoburczynię” (ang. iconoclastic columnnist), która argumentowała przeciwko „dogmatowi” związanemu z gwałtami.
The Washington Post poinformował, że Young napisała wiele artykułów krytycznych wobec polityki przeciw gwałtom na kampusach i że ma ona krytyczne zdanie na temat walki z gwałtami. Salon opisał Young jako mającą historię pisania w celu zdyskredytowania ofiar [gwałtu]. Czasopismo Commentary stwierdziło, że Young ponownie bada „okropne mity kampusowych napaści na tle seksualnym” (ang. atrocious coverage of campus sexual assault myths) w „nadziei na wyprostowanie rekordu i zminimalizowanie niektórych z niesamowitych szkód, jakie wyrządziły oskarżenia” (ang. hopes of setting the record straight and minimizing some of the incredible damage the accusations have done).